# Горно Градище (Тръстеник)
Горно Градище (на македонска литературна норма: Горно Градиште) е антична и средновековна крепост над щипското село Тръстеник, Северна Македония.

## Местоположение
Крепостта се намира в Гюрищкия масив на 2,5 km западно-северозападно от Тръстеник и на 1 km южно от Гюрищкия манастир. На километър югоизточно е по-голямата крепост Долно Градище. В северното подножие, покрай манастира и село Преод, е минавал старият път Скопие – Щип, който пресича тамошната ниска планина; оттам и името на селото Преод, тоест Преход.

## Описание
Разположена е на не много висока чука от венеца на Църн връх, близо до главното било и до един от проходите към долината на Пчиня. Крепостта е обрасла с гъста ниска гора, а хумусът покрива археологическите останки. Представлява правоъгълно пространство с размери 50 × 30 m, оградено с по-слаб зид и с вход от югозапад. В средата на това пространство има квадратна кула. От двете страни укрепената позиция е естествено защитена от отвесни скали.

## Идентификация
Tомо Томоски локализира споменатия в историческите извори град Коритос в района около Гюрище. Също така поставя там някъде и резиденцията на деспот Йоан Оливер. Според Иван Микулчич Томоски не предлага никакви доказателства за идентификацията на Коритос с Долно Градище, а пък малките крепости при Долно и Горно Градище не могат да се сравняват с величествената крепост Хисар, откъдето според него е управлявал деспот Оливер и след него Константин Деянов.